# Sur les femmes

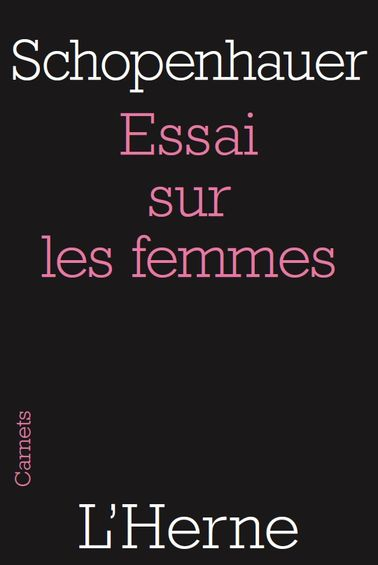
Couverture de l’essai d’Arthur Schopenhauer

Sur les femmes est un texte publié par Arthur Schopenhauer en 1851 (en allemand, Über die Weiber), inclus dans son ouvrage Parerga et Paralipomena dont il constitue le 27e chapitre de la partie II (Paralipomena). L'essai tient en onze pages et se compose de neuf paragraphes numérotés §362 à §371. 
« Chez les jeunes filles, la Nature semble avoir voulu faire ce qu'en style dramatique on appelle un coup de théâtre ; elle les pare pour quelques années d'une beauté, d'une grâce, d'une perfection extraordinaires, aux dépens du reste de leurs jours, afin que pendant ces brèves années d'éclat, elles puissent s'emparer fortement de l'imagination d'un homme et l'entraîner à loyalement se soucier d'elles en quelque manière. Pour réussir dans cette entreprise, la réflexion rationnelle ne donne pas une garantie suffisante. Aussi la Nature a-t-elle armé la femme, comme toute autre créature, et aussi longtemps qu'il en est besoin, des armes et des instruments nécessaires pour assurer son existence. En cela, la Nature agit avec sa parcimonie habituelle. »

(Note : La satire X de Nicolas Boileau écrite dans le cadre de la Querelle des Anciens et des Modernes s'intitule également « Sur les femmes », ainsi qu'un article de Denis Diderot paru en 1772 dans la Correspondance littéraire de Grimm et un recueil de textes d'Henry de Montherlant paru en 1942 aux Éditions du Palimugre.)